# Juan José Gorriti
Juan José Gorriti Valle (Surquillo; Lima, 13 de febrero de 1953) es un sindicalista peruano y uno de los principales dirigentes de la Confederación General de Trabajadores del Perú.

## Biografía
Juan José Gorriti nació el 13 de febrero de 1953 en el distrito de Surquillo, ubicado en la ciudad de Lima en Perú.
Laboró desde su juventud como técnico de Telefónica del Perú y fue líder de su sindicato de trabajadores. Posteriormente, Gorriti se integró a la Confederación General de Trabajadores del Perú, gremio sindical fundado por José Carlos Mariátegui en 1929. Dentro de la CGTP fue secretario de Relaciones Internacionales y luego secretario general en 1995.
Fue militante del Partido Comunista Peruano, donde fue miembro de la comisión política y del comité electoral.
Durante el gobierno de Alberto Fujimori, Gorriti fue parte de la oposición y organizador de diversas protestas sociales contra el gobierno fujimorista que finalizó en el año 2000. En ese mismo año, postuló sin éxito al Congreso de la República del Perú por el partido Unión por el Perú.
En las elecciones generales del 2006 postuló por segunda vez al Congreso e integró la plancha presidencial de Alberto Moreno por el Movimiento Nueva Izquierda, quien quedó en el decimosegundo lugar.
El 1 de mayo del 2019, Juan José Gorriti fue condecorado por el gobierno de Martín Vizcarra con la Orden del Trabajo en el grado de "Gran Oficial" en la celebración del Día del Trabajo.